# Silvia Kramar
Silvia Kramar (Milano, 1957) è una giornalista italiana nota al pubblico italiano per i suoi servizi sulla guerra del Golfo.

## Biografia
Di origine italo-americana, Silvia Kramar nasce a Milano nel 1957. A 14 anni interpreta un piccolo ruolo nel film Sbatti il mostro in prima pagina di Marco Bellocchio. Si laurea in giornalismo presso la Boston University. È stata prima corrispondente dagli Stati Uniti del "Giornale", inviata in Centroamerica; poi, per quattro anni, corrispondente da New York del TG4, del TG5 e di Studio Aperto, quest'ultimo nato per informare sui fatti della guerra del Golfo. Proprio durante una delle prime edizioni del telegiornale di Italia 1, nel 1991, la Kramar interruppe la conduzione di Emilio Fede, all'epoca primo direttore di Studio Aperto, annunciando l'inizio dei bombardamenti su Baghdad:
Silvia Kramar diventò la prima giornalista a dare notizia in Italia dello scoppio della prima Guerra del Golfo, suscitando una discussione sull'efficacia delle reti concorrenti. A seguito dei suoi reportage le fu assegnato il premio Atkinson, come migliore giornalista televisiva dell'anno.
Seguì Emilio Fede al TG4 ma la collaborazione si interruppe nel 1994 in seguito ad un'intervista realizzata dalla Kramar a Bill Clinton giunto in Italia per incontrare Silvio Berlusconi da poco eletto presidente del consiglio e mandata in onda sul TG5 diretto e condotto da Enrico Mentana, senza che Fede ne fosse avvertito.
Successivamente collabora con vari quotidiani e settimanali italiani, tra cui "Il Foglio", "Sette" e "Amica". Ha pubblicato, presso una casa editrice australiana, The Challenge 1993, cronistoria della sfida velistica di Azzurra alla Coppa America di Newport. In Italia, è uscito il suo libro Una storia americana: Mike Tyson, con cui ha vinto il premio Selezione Bancarella e il premio Saisport per il miglior libro sportivo dell'anno. Vive e lavora negli Stati Uniti, ad Amagansett, negli Hamptons, è single e nel 2012 ha annunciato di aver adottato una bambina non vedente di nome Lili. Inoltre, nel 2001 ha pubblicato con la casa editrice Spirali un libro dal titolo La musica della vita. Storia di una famiglia di ebrei italiani.
Insegna italiano nell'università della Carolina del Nord, ha adottato una seconda figlia e gestisce un maneggio.